# Meurtre de Palestina Isa
Le meurtre de Palestina Isa est une affaire criminelle américaine de 1989. Il s'agit d'un crime d'honneur où un père, Zein Isa, tue sa fille, Palestina « Tina » Isa, avec l'aide de sa mère car il lui reproche son « américanisation ». L'enquête est facilitée par la mise sur écoute du domicile familial de Saint-Louis car le père est suspecté de terrorisme.

## Chronologie
Résidant à Saint-Louis dans le Missouri, Palestina « Tina » Isa (16 ans) est assassinée le 6 novembre 1989 par son père palestinien naturalisé américain, Zein al-Abdeen Hassan Isa, avec l'aide de sa mère brésilienne, Maria Isa. Leur fille, en conflit avec eux, écoutait de la musique américaine comme de la dance, du rap, du R&B et du rock. Après avoir appris que Tina a pris un emploi à temps partiel dans un restaurant Wendy's sans leur autorisation et qu'elle sort avec un jeune homme afro-américain et non-musulman, son père estime qu'elle est devenue trop « occidentalisée ». Zein Isa poignarde Tina à plusieurs reprises, tandis que sa mère Maria l'immobilise. Il invoque par la suite qu'il a agi en légitime défense face à sa fille qui le menaçait pour de l'argent.
Zein Isa est un membre de l'Organisation Abu Nidal (le Fatah-Conseil révolutionnaire), qui au moment où il a tué sa fille, complote pour attaquer l'ambassade d'Israël aux États-Unis. Un facteur crucial dans son procès est que le Federal Bureau of Investigation (FBI) avait mis sur écoute le domicile des Isa dans le cadre de la surveillance par les agences fédérales judiciaires américaines de ses activités terroristes présumées. Grâce à cela, l'assassinat de Tina a été enregistré automatiquement sur une cassette audio,. Cela a permis particulièrement de confirmer le rôle de complice de la mère et pour connaître le mobile du meurtre.
Le 20 décembre 1991, Zein et Maria Isa sont reconnus coupables de meurtre au premier degré (assassinat) et sont condamnés à mort. Le 1er avril 1993, Zein est inculpé par le FBI dans le cadre de ses activités terroristes, mais ces accusations sont abandonnées à cause de sa précédente condamnation à mort. En 1997, Zein Isa meurt en prison avant son exécution et la peine de Maria est commuée en emprisonnement à vie sans libération conditionnelle. Maria Isa meurt le 30 avril 2014 en prison.

### Documentaire télévisé
- (en) Forensic Files : saison 8, épisode 38 Honour Thy Father. Adapté en français pour Les Enquêtes impossibles.